# Elmer George
 Elmer George  fou un pilot estatunidenc de curses automobilístiques nascut el 15 de juliol del 1928 a Hockerville, Oklahoma.
George va córrer a la Champ Car a les temporades 1956-1963 incloent-hi la cursa de les 500 milles d'Indianapolis dels anys 1957, 1962 i 1963. Va ser campió de les USAC Sèries l'any 1957.
Elmer George va morir el 31 de maig del 1976 a Terre Haute, Indiana.

## Resultats a la Indy 500
| Any    | Cotxe  | Sortida | Vel. mitja | Ranking | Final  | Voltes | V. líder | Retirat  |
| ------ | ------ | ------- | ---------- | ------- | ------ | ------ | -------- | -------- |
| 1957   | 23     | 9       | 140.729    | 22      | 33     | 0      | 0        | Accident |
| 1962   | 21     | 17      | 146.092    | 33      | 17     | 146    | 0        | Motor    |
| 1963   | 21     | 28      | 147.893    | 31      | 30     | 21     | 0        | Direcció |
| Totals | Totals | Totals  | Totals     | Totals  | Totals | 167    | 0        |          |

| Curses       | 3 |
| Poles        | 0 |
| Voltes líder | 0 |
| Victòries    | 0 |
| Top 5        | 0 |
| Top 10       | 0 |
| Retirades    | 3 |

## A la F1
El Gran Premi d'Indianapolis 500 va formar part del calendari del campionat del món de la Fórmula 1 entre les temporades 1950 a la 1960.
Els pilots que competien a la Indy durant aquests anys també eren comptabilitats pel campionat de la F1.
Elmer George va participar en 1 cursa de F1, debutant al Gran Premi d'Indianapolis 500 del 1957.

### Palmarès a la F1
- Participacions: 1
- Poles: 0
- Voltes Ràpides: 0
- Victòries: 0
- Pòdiums: 0
- Punts vàlids per la F1: 0